# Иван Младенов (химик)
Вижте пояснителната страница за други личности с името Иван Младенов.
Иван Младенов Тодоров е инженер-химик, доктор на техническите науки, специалист по органична химия.
Той е пръв ректор на Висшия химико-технологичен университет в Бургас (1963 – 1971). Заместник-министър на химическата промишленост (1973), заместник-председател на Държавния комитет за наука и технически прогрес (1974).

## Биография
Роден е на 14 юли 1927 г. в Митровци (дн. област Монтана). Завършва „Индустриална химия“ в Държавната политехника, София през 1951 г. Специализира в СССР (1959) и Франция (1961). Асистент (1953 – 1956) и доцент (1961) в катедрата по технология на високомолекулните съединения и органичен синтез, професор (1968) по химия, физика и технология на каучука във ВХТИ, София. Основател и пръв ректор на ВХТИ, Бургас от 1963 г. до 1971 г. През 1973 г. става заместник-министър на Министерството на химическата промишленост, а от 1974 г. е заместник-председател на Държавния комитет за наука и технически прогрес. Починал на 7 януари 1997 г. в София. Посмъртно удостоен с почетното звание доктор хонорис кауза от Университета „Проф. д-р Асен Златаров“ (наследник на ВХТИ в Бургас).

## Трудове
Автор е на монография, 2 учебника, 782 научни публикации в български и чуждестранни издания. Получил е 278 авторски свидетелства. Сред по-влиятелните му трудове са:
- „Механизъм на радиационната вулканизация на латекс“ (1967);
- „Вулканизация на тиокол А с нитрокаучук на основа на естествен каучук“ (1970);
- „Инхибиране на радикаловата полимеризация на стирол с полифункционален нитроолигомер“ (1975);
- „Кинетика на нитриране на цис-1,4-полибутадиенов каучук в разтвор с азотен двуокис“ (1978);
- „Върху една възможност за оползотворяване на отработени вулканизати чрез нитриране“ (1980).

## Награди
Проф. д-р Иван Младенов е удостоен с:
- орден „Кирил и Методий“, I степен;
- орден „Народна република“, II степен;
- орден „За народна свобода“, I и II степен;
- Орден на труда, златен;
- почетно звание доктор хонорис кауза от Университета „Проф. д-р Асен Златаров“.